# Saidu Sharif
Saidu Sharif (urdu: سیدو شریف) är en ort i provinsen Khyber Pakhtunkhwa i Pakistan. Den är huvudort för distriktet Swat och folkmängden uppgick till cirka 25 000 invånare vid folkräkningen 2017. Saidu Sharif är belägen strax söder om Mingora, distriktets största stad.